# IC 4248
IC 4248 је спирална галаксија у сазвјежђу Хидра која се налази на листи објеката дубоког неба у Индекс каталогу.
Деклинација објекта је - 29° 52' 51" а ректасцензија 13h 26m 47,1s. Привидна величина (магнитуда) објекта IC 4248 износи 13,1 а фотографска магнитуда 13,9. IC 4248 је још познат и под ознакама ESO 444-35, MCG -5-32-18, TOL 34, AM 1323-293, IRAS 13239-2937, PGC 47078.